# Ачаирский Крестовый монастырь
Ачаи́рский же́нский монасты́рь во и́мя Животворя́щего Креста́ Госпо́дня — женский монастырь, находящийся в поселке Набережный Омского района Омской области. Находится в юрисдикции Омской и Таврической епархии Русской православной церкви.
Вокруг Ачаирского монастыря построена ограда с четырьмя вратами: Иртышские, Северные — вход в монастырь, Восточные и Западные. На территории воздвигнуты: звонница с надвратным храмом Анастасии Узорешительницы; храм Димитрия Солунского; часовня влмч. Варвары; часовня Серафима Саровского; часовня княгини Людмилы Чешской; собор Успения Пресвятой Богородицы с нижней криптой новомучеников и исповедников Российских; колокольня с престолами Константина и Елены, Кирилла и Мефодия; храм Веры, Надежды, Любови и матери их Софии, нижний престол священномученика Сильвестра Омского; храм Иоанна Крестителя на водах; домовая церковь Феодосия Черниговского в митрополичьих покоях; часовня Владимирской иконы Божией Матери на погосте; а также монашеская трапезная, келейный корпус, гостиница для паломников, церковная лавка. 

## История
Свою историю монастырь начинал с общины — Богородице-Михайлово-Архангельская женская община по соседству с казачьим посёлком Ачаир появилась в конце 1890-х годов.
Первой настоятельницей общины стала вдова надворного советника Марина Александровна Махалова. 23 мая 1903 года была освящена построенная в общине каменная церковь в честь Михаила Архангела. Место под строительство нового храма в общине освятил Иоанн Кронштадтский.
Вскоре после этого события община была преобразована в женский общежительский монастырь. Землю под строительство монастыря подарил казак Михаил Бубеннов. 
В 1913 г. новый монастырь благословил архиепископ Андроник.
С приходом советской власти всё изменилось. В августе 1920 года была арестована настоятельница монастыря игуменья Евпраксия Рождественская. Церковное имущество было конфисковано и разграблено, и монастырь прекратил своё существование.
Сохранившиеся монастырские постройки были переданы НКВД. В конце 1930-х гг на территории бывшего монастыря организовали колонию № 8 ГУЛАГа. Заключённых доставляли к месту содержания на подводах и водным транспортом по Иртышу. В колонии единовременно содержалось 800—900 человек. Заключённых, уголовников и «политических», не расстреливали, люди умирали от невыносимо тяжёлых условий. Бараки были построены в одну доску, сквозь щели дул ветер, проникали дождь и снег. Такие строения не могли защитить от суровых сибирских зим. Тёплой одежды не было, кормили плохо, люди погибали от холода и болезней. Хоронили их здесь же, за стенами лагеря.
В 1991 году эти края посетил Владыка Феодосий (Процюк). Настоятель Ачаирской Никольской церкви отец Александр (Горбунов) поведал страшную историю обители, показал место нахождения бывшего монастыря, рвы и развалины бараков, оставшиеся в наследство от ГУЛАГа, и сад, посаженный заключенными.
Митрополит Феодосий, потрясённый услышанным, принял решение возродить Ачаирский монастырь. Он обратился к руководству соседствующего с поселком зверосовхоза «Речной», с просьбой выделить землю для установки на ней креста в память об умерших без покаяния и молитвы.

## Настоятельницы
- игумения Вера (Бирюкова) 1992—2011
- игумения Вероника (Молочкова) 2011—2021[2]
- игумения Таисия (Пилипчук) и. о. с ноября 2021 года, должность настоятельницы по решению Священного синода с 24 марта 2022 года[3]￼.Возведена в сан игумении митрополитом Омским и Таврическим Владимиром 6 мая 2022 года в Успенском соборе монастыря, с вручением посоха и наперсного креста.

## Святой источник
Уже после основания Ачаирского монастыря на его территории был открыт источник минеральной воды. Его освятил Патриарх Московский и всея Руси Алексий II во время своего визита в Ачаир. Каждую субботу митрополит Омский и Тарский Феодосий (Процюк), проводил обряд освящения воды. В настоящее время митрополит Омский и Тарский Владимир проживает в митрополичьих покоях, расположенных в юго-восточном углу монастыря, в доме с храмом Феодосия Черниговского.